# 保加利亚社会民主党
保加利亚社会民主党（羅馬化：Balgarska Socialdemokraticheska Partiya）是保加利亚历史上的一个马克思主义政党。1891年8月2日，该党在布兹鲁查峰成立，创始人是迪米塔尔·布拉戈耶夫。1894年，该党与保加利亚社会民主联盟合并为保加利亚社会民主工党。